# Okinoshima
Okinoshima (隠岐の島町?) è una cittadina giapponese della prefettura di Shimane.